# Ernst Chaim Wertheimer

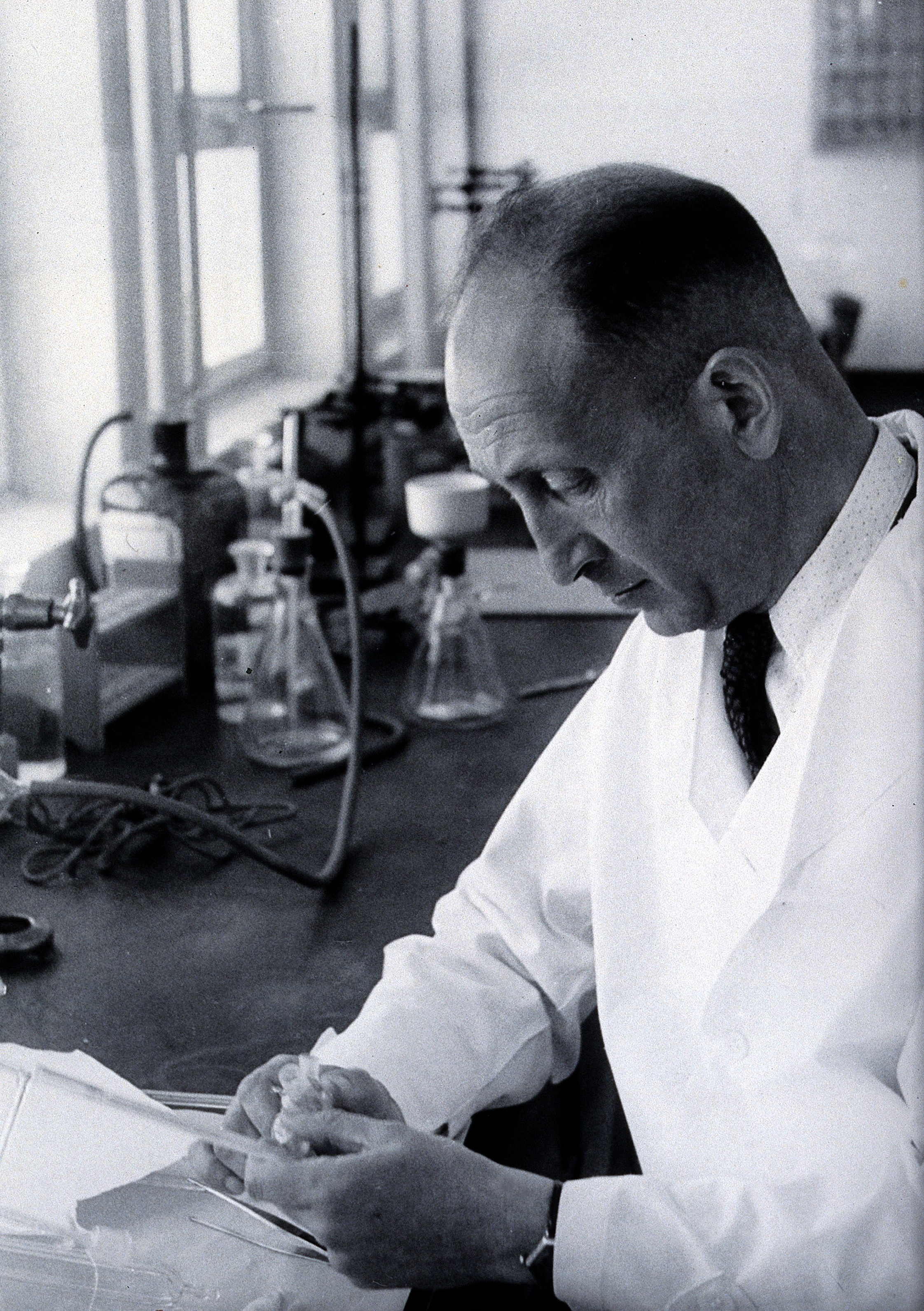
Ernst Haim Wertheimer

Ernst Chaim Wertheimer (hebräisch חיים אֶרנְסט וֶרְטְהַיְימֶר‎; * 24. August 1893 in Bühl; † 23. März 1978 Jerusalem) war ein deutsch-israelischer Physiologe und Diabetes-Forscher.

## Leben
Ernst Wertheimer war ein Sohn des Leo Wertheimer (1869–1940), er hatte drei Geschwister, darunter den 1896 geborenen Kunsthändler Otto Wertheimer. Sein Vater und seine Schwestern wurden Opfer des Holocaust. Seine Mutter wurde aus dem Sammellager Drancy gerettet.
Nach dem Abitur in Bühl studierte er ab 1913 an der Universität Kiel und an der Universität Bonn Medizin. Er unterbrach das Studium als Freiwilliger im medizinischen Dienst im Ersten Weltkrieg. Er diente zunächst auf einem Verbandsplatz in Flandern, dann als Batteriearzt der Feldartillerie. Ausgezeichnet wurde er mit dem Eisernen Kreuz II. Klasse und der Badischen Verdienstmedaille. Nach Kriegsende beendete er seine Ausbildung an der Universität Heidelberg, wo er auch promovierte. 1920/21 war er Arzt am Waisenhaus der Stadt Berlin. Ab 1921 arbeitete er als Assistent an der physiologischen Abteilung der Universität Halle, wo er auch 1923 habilitierte und als (nicht-beamteter) Oberassistent zum außerordentlichen Professor ernannt wurde. Zu seinen Schülerinnen zählte u. a. die Sportmedizinerin Auguste Hoffmann. Er publizierte vielfach zusammen mit Emil Abderhalden. 1933 wurde er als Jude aus dem Dienst entlassen, er hatte jedoch kein Publikationsverbot, so dass auch 1934 weitere wissenschaftliche Arbeiten in Deutschland erschienen. Er erhielt ein Stellenangebot aus Moskau (Leiter eines biochemischen Laboratoriums), einen Ruf auf den Lehrstuhl der Physiologie an der Sun-Yat-sen-Universität (Guangdong) sowie das Angebot für eine befristete Stelle in Israel. Er emigrierte 1934 mit seiner Frau nach Palästina, wo er Leiter des biochemischen Labors des Hadassah Krankenhauses in Jerusalem wurde. Hier nahm er den hebräischen Vornamen Chaim an und wurde bald zum Professor für Pathophysiologie ernannt und hatte diese Stellung bis zu seinem Ruhestand 1963 inne. Gleichzeitig leitete er die Pharmazeutische Abteilung.

## Wissenschaftliche Bedeutung
Mit seinen teilweise bahnbrechenden Forschungen über Diabetes und Metabolismus machte er sich international einen Namen und erhielt 1956 den renommierten Israel Prize for Medical Research. Er war Mitglied der Israel Academy of Sciences and Humanities, erhielt 1964 die Banting-Medaille der amerikanischen Diabetes Association sowie dem Bublick Prize der Hebräischen Universität Jerusalem; hier wurde er auch zum Ehrendoktor für Geisteswissenschaften ernannt.